# Francesco De Sanctis (Architekt)

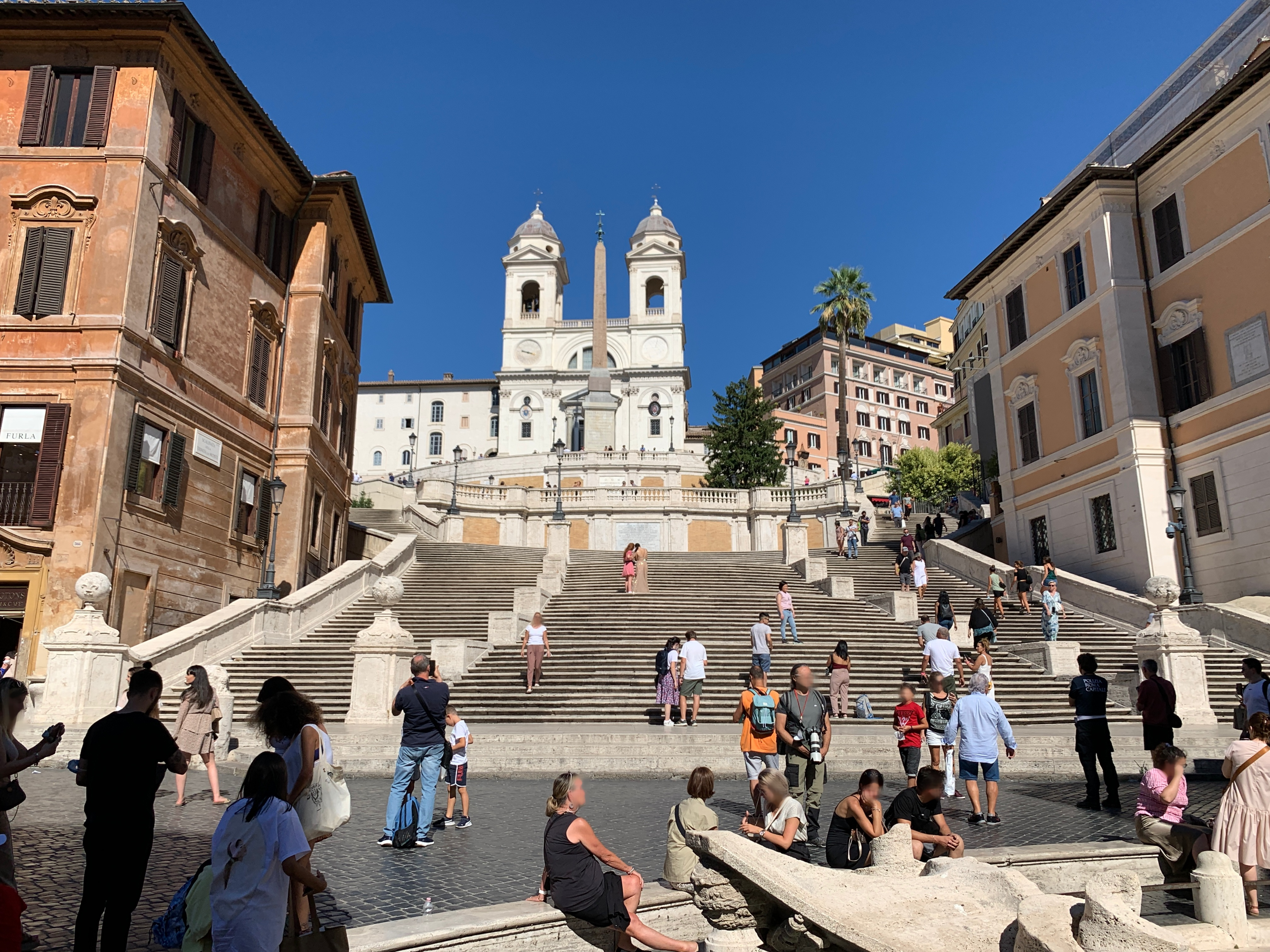
Spanische Treppe mit Trinità dei Monti, 2021

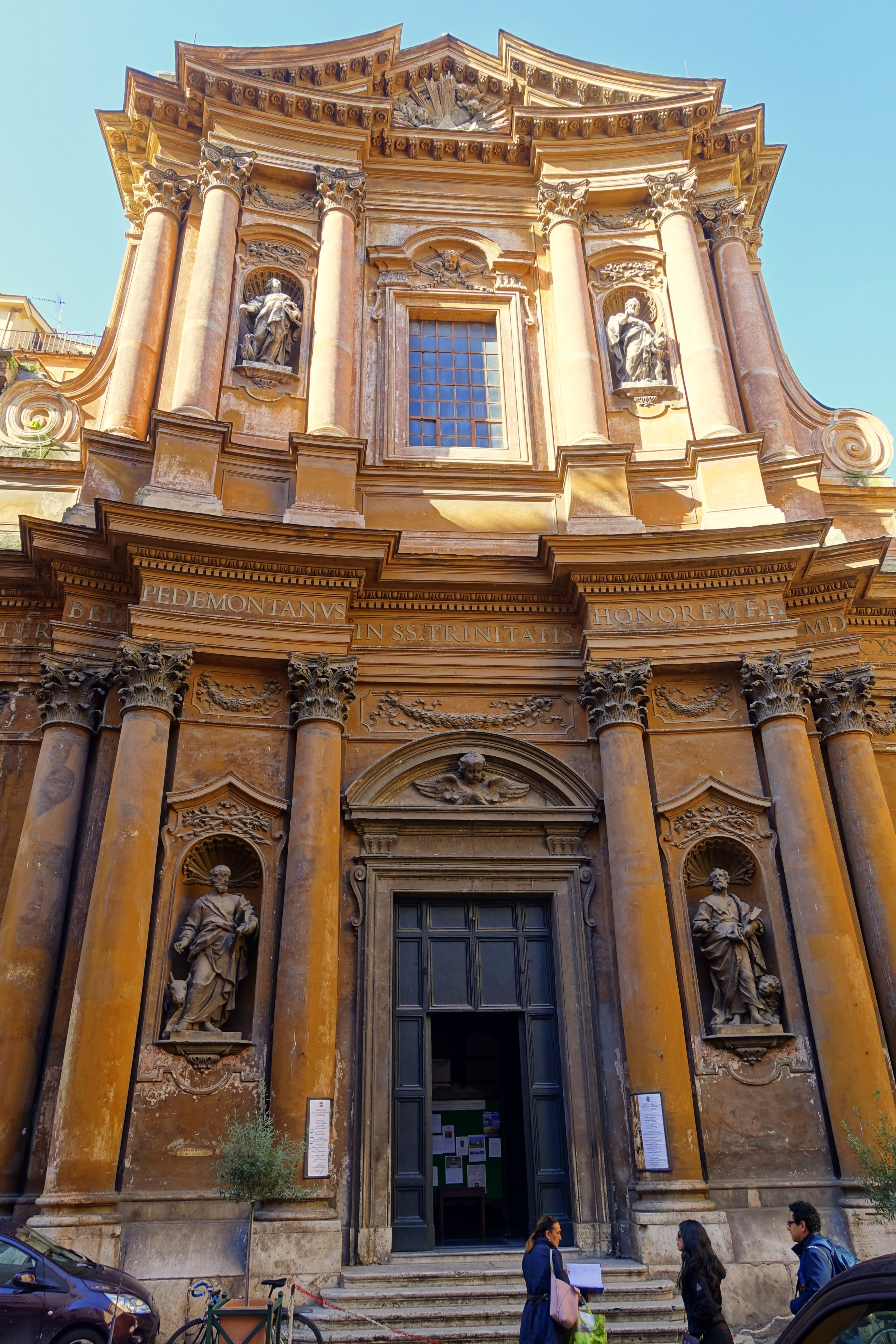
Santissima Trinità dei Pellegrini, 2019

Francesco De Sanctis (* 19. November 1679 in Rom; † 26. März 1731 ebenda, nach anderen Angaben erst 1740) war ein italienischer Architekt des Barock.
Sein bekanntestes Bauwerk ist die zwischen 1723 und 1726 errichtete Spanische Treppe in Rom, die von der Piazza di Spagna zur französischen Nationalkirche Santa Trinità dei Monti auf dem Pinciohügel hinaufführt. De Sanctis hatte sich 1721 mit seinem Treppenentwurf bei einem von Papst Clemens XI. ausgelobten Wettbewerb gegen Alessandro Specchi durchgesetzt. Nach der Fertigstellung wurde die Anlage 1726 durch Papst Benedikt XIII. eingeweiht. Die Treppe aus konkaven und konvexen Stufenfolgen, Absätzen und Terrassenanlagen, gehemmt und wieder beschleunigt durch markante Schwünge, ist eine der berühmtesten Freitreppenanlagen der Welt. Sie beginnt mit einem zentralen Aufgang und zwei parallelen seitlichen Läufen. Alle drei treffen nach einem Drittel der Steigung auf einer ersten Terrasse zusammen, um sich dann wieder zu trennen und die zweite Terrassenmauer zu umfließen. Es folgt ein sich verengender zentraler Aufgang, der sich vor der letzten Terrassenmauer wieder teilt und endlich zur Kirche Trinità dei Monti führt. Mit dieser Dreiteilung der Treppe bezog sich De Sanctis auf die der Heiligen Dreifaltigkeit geweihte Kirche auf dem Berg.
Sein zweites bekanntes Werk ist die von 1722 bis 1723 errichtete elegante konkave Hauptfassade der römischen Kirche Santissima Trinità dei Pellegrini, bei der er sich von der Fassade der Kirche San Marcello al Corso von Carlo Fontana inspirieren ließ. Francesco De Sanctis seinerseits hat das Werk des sizilianischen Architekten Giovanni Battista Vaccarini beeinflusst.